# Šestý smysl (film)
Šestý smysl (anglicky The Sixth Sense) je americký filmový psychologický horor, který v roce 1999 natočil režisér M. Night Shyamalan, který mimo to, že k filmu napsal scénář, v něm ztvárnil jednu menší roli (dr. Hilla). Snímek vypráví o traumatizovaném chlapci jménem Cole Sear, jenž má schopnost vidět mrtvé osoby a mluvit s nimi. Pomoci mu chce dětský psycholog dr. Malcolm Crowe, který se tak zároveň snaží částečně vykompenzovat svůj profesní omyl, kdy špatně odhadl jednoho svého pacienta.
Film byl nominován na 6 Oscarů a 4 ceny BAFTA, ale nezískal žádnou cenu.

## Herecké obsazení
| Haley Joel Osment    | Cole Sear              |
| Bruce Willis         | dr. Malcolm Crowe      |
| Toni Collette        | Lynn Searová           |
| Olivia Williamsová   | Anna Crowe             |
| Donnie Wahlberg      | Vincent Gray           |
| Mischa Barton        | Kyra Collinsová        |
| Glenn Fitzgerald     | Sean                   |
| Trevor Morgan        | Tommy Tammisimo        |
| Bruce Norris         | Stanley Cunningham     |
| M. Night Shyamalan   | dr. Hill               |
| Samantha Fitzpatrick | mladší sestra Kyry     |
| Greg Wood            | pan Collins, otec Kyry |

## Děj
Dětský psycholog Malcolm Crowe z Filadelfie se svou ženou Annou slaví doma ocenění své práce, dostalo se mu uznání od starosty města. Záhy dvojice zjistí, že je rozbité okno a telefon. V domě někdo je. Malcolm objeví v koupelně rozrušeného mladého muže ve spodním prádle, který se celý chvěje. Říká, že se bojí, když je sám a obviní psychologa, že mu nedokázal pomoci. Malcolm si rozvzpomene, že jde o Vincenta Graye, jeho bývalého pacienta, kterého považoval za schizofrenika s halucinacemi. Vincent Gray Malcolma postřelí do břicha a pak zastřelí sebe.
NÁSLEDUJÍCÍHO PODZIMU, JIŽNÍ FILADELFIE:
Dr. Crowe začne pracovat s jiným pacientem, devítiletým Colem Searem, který má podobnou diagnózu, jakou měl Vincent. Malcolm mu chce pomoci, aby tím částečně ulevil svému pocitu viny, který ho sžírá za pochybení ve Vincentově případě. Věnuje se chlapci a přitom bojuje s pochybnostmi, zda to vůbec dokáže. V jednom momentě to chce dokonce vzdát. Vztah s jeho ženou se ochladil (vyčítá mu, že je pro něj až na druhém místě) a dospěl do bodu, kdy se s ním Anna odmítá bavit. Malcolm se domnívá, že by mohla mít vztah se svým spolupracovníkem. Opakovaně se Malcolm nemůže dostat do své přízemní pracovny, nedaří se mu otevřít dveře.
Když si získá důvěru Colea Seara, ten mu prozradí své tajemství, vidí mrtvé lidi – duchy, kteří se stále ještě procházejí po tomto světě. Ve škole má problémy, protože je považován za podivína a každý se na něj tak dívá. Nevěří mu ani učitel, který jednou dětem položí otázku, jestli ví, jakému účelu sloužila budova školy v minulosti. Cole se přihlásí a řekne, že tady věšeli lidi (sám totiž viděl duchy oběšených lidí). Když to učitel blahosklonně popírá, Cole se zase cítí v izolované pozici, kdy mu nikdo nevěří, přestože nelže. Nesnese ten pohrdavý pohled od spolužáků a když se tak zachová i učitel, vztekne se a křičí na něj, že mu (učiteli) v mládí přezdívali koktavý Stanley. Nemile překvapený učitel popírá i tohle, dokud se sám neprozradí, když v rozčilení začne koktat.
Sear vidí pravidelně další duchy, kteří jej děsí. Jednou je to svým manželem zneužívaná žena, která si podřízla žíly, jindy chlapec, který volá na Colea, že mu ukáže, kde má otec schovanou pušku. Když se otočí, má na zátylku díru po průstřelu. Tito duchové se objevují i u Colea doma. Ten si vystavěl v pokoji své útočiště – stan z deky, kam se uchyluje, když má strach. Ačkoli si dr. Crowe zpočátku myslí, že Sear trpí zrakovými halucinacemi a iluzemi, pak přijde na to, že se zřejmě mýlí. Uvědomí si, že stejný problém měl zřejmě i Vincent Gray, který také dokázal vnímat duchy. Navrhne Coleovi, aby se pokusil zjistit, co po něm duchové chtějí a případně jim pomohl s nedokončenými záležitostmi, které po svém nečekaném (násilném) odchodu ze života na světě zanechali. Cole z toho má nejprve obavy, protože duchové jej děsí, ale nakonec se rozhodne to zkusit. Když se v jeho stanu v pokoji objeví mladá zvracející dívka Kyra Collinsová, přemůže se a zeptá se jí, co po něm chce. Společně s Crowem jdou k ní domů, kde se po pohřbu sešli smuteční hosté. Kyra zemřela následkem vleklé choroby a hosté se baví o tom, že podobnými příznaky nemoci začala trpět i její mladší sestra. Cole dostal instrukce, aby šel do pokoje Kyry. Tam se Kyra objeví a předá mu videokazetu. Cole ji odnese truchlícímu otci dole v hale. Otec si před hosty videokazetu přehraje, na záznamu je vidět, jak jí její macecha nese jídlo a tajně do něj přimíchává chemikálie. Kyra toto video natočila náhodou, když si filmovala hru s maňásky a potom zaslechla kroky. Ulehla do postele a kamera běžela dál. Zdrcený otec obviní svou partnerku, že jeho dceru otrávila.
Cole Sear se (na radu Malcolma) svěří své matce Lynn, že vidí duchy. Ani ona mu nevěří, ale když jí sdělí příhodu z mládí ohledně její matky (své babičky), kterou nemohl vědět ani si ji vymyslet, Lynn to přijme. Ještě předtím se Sear rozloučil s Malcolmem a poradil mu, aby zkusil na svou ženu mluvit, když spí. Bude ho slyšet.
Dr. Crowe se vrací domů, kde najde svou ženu spát na pohovce. Na televizní obrazovce běží záznam z jejich svatby a Anna ze spánku promluví, řekne větu: „Proč jsi mě opustil, Malcolme.“ Upustí na zem snubní prsten. Malcolm zjistí, že prsten je jeho, sám na ruce už žádný nemá. Teprve teď si uvědomí, že je po celou dobu mrtvý. Vincent Gray jej tehdy nepostřelil, ale přímo zabil. Díky Coleově schopnosti mluvit s mrtvými mohl dát do pořádku své nedokončené záležitosti – pochopit a napravit své profesní selhání. Na radu Cola hovoří na spící Annu. Řekne jí, že ji vždy miloval a že pro něj znamenala všechno. Nyní už Malcolm může opustit svět živých. Cole Sear se po setkáních s Malcolmem naučil žít se svým šestým smyslem.

## Citáty
„Vídám mrtvé lidi. Neví, že jsou mrtví.“ (Cole Sear Malcolmu Crowe)
„Jak jste mi chtěl pomoci, když mi ani nevěříte?“ (Cole Sear Malcolmu Crowe)
„Uhádnete, čemu tato budova sloužila před sto lety?“ (učitel) - „Věšeli tady lidi. Chudáci se tady v pláči loučili se svými rodinami. Ostatní na ně plivali.“ (Cole Sear) - „Cole, tohle tady bývalo sídlo soudu. Zde vznikly jedny z prvních zákonů této země, tady pracovali soudci a zákonodárci.“ (učitel) - „To byli ti, co věšeli druhé.“ (Cole Sear)